# Surniculus
Surniculus is een geslacht van vogels uit de familie koekoeken (Cuculidae). Het geslacht telt vier soorten.

## Soorten
- Surniculus dicruroides – Vorkstaartdrongokoekoek
- Surniculus lugubris – Rechtstaartdrongokoekoek
- Surniculus musschenbroeki – Molukse drongokoekoek
- Surniculus velutinus – Filipijnse drongokoekoek